# Marijo Zupanovic

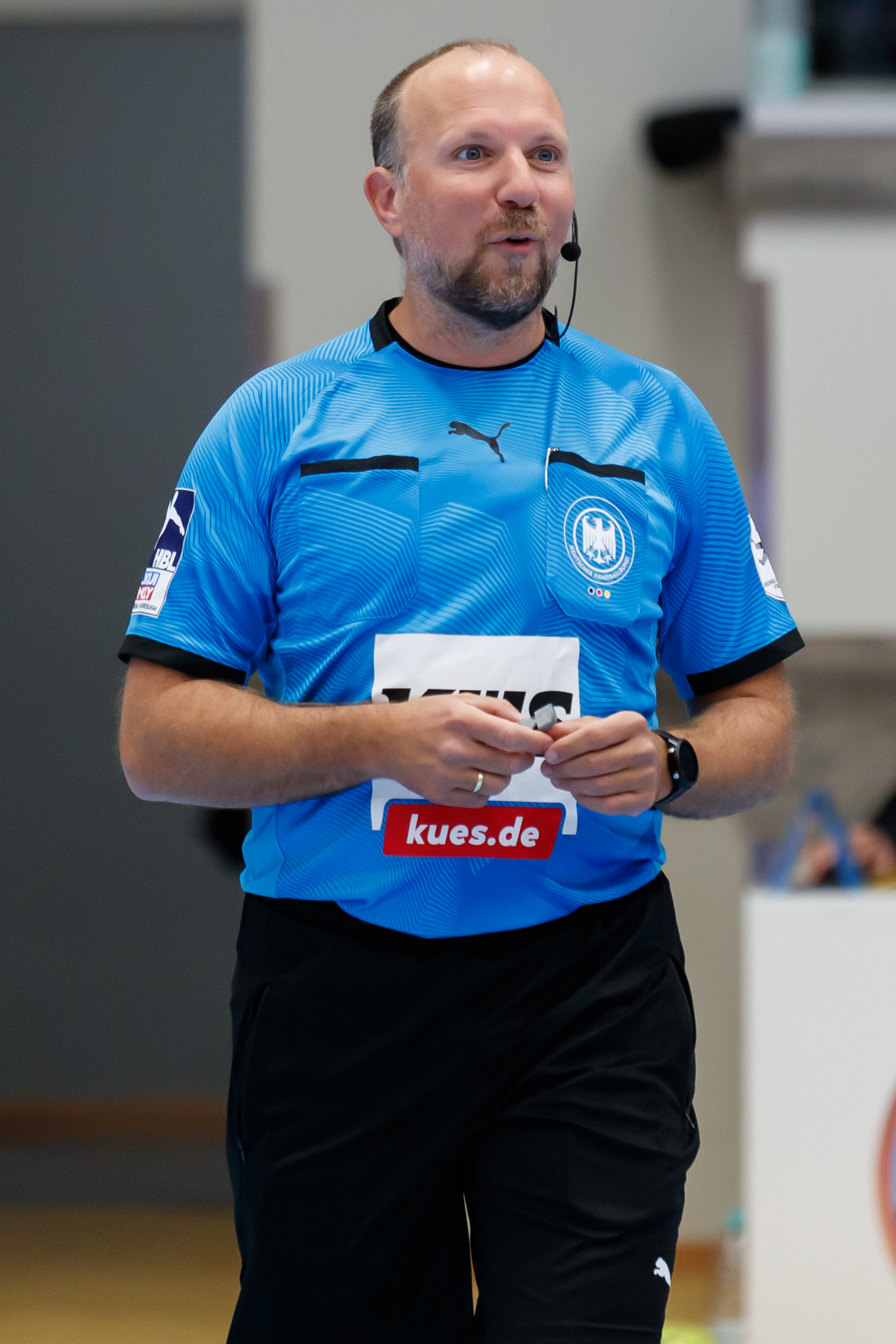
Marijo Zupanovic (2021)

Marijo Zupanovic (* 1979) ist ein Handballschiedsrichter aus Berlin. Er gehört zum Elitekader des DHB und ist seit 1996 Schiedsrichter. Zusammen mit Martin Thöne bildet er seit 1996 ein Gespann.

## Karriere
Zupanovic wurde 1996 Schiedsrichter. Seine erste Partie in der zweiten Bundesliga leitete er zusammen mit Thöne 2001. 2006 folgte das erste Bundesligaspiel zwischen dem SC Magdeburg und der GWD Minden. In den höchsten Spielklassen des DHBs hat das Gespann über 600 Spiele geleitet. In der Saison 24/25 sind Thöne und Zupanovic das Gespann im DHB-Kader, das am längsten gemeinsam pfeift.

## Privates
Zupanovic ist seit 2011 ausgebildeter Physiotherapeut.